# Democràcia liberal
La democràcia liberal és una forma de govern que consisteix en una democràcia representativa on la capacitat dels representants escollits per prendre decisions polítiques es troba subjecta a l'Estat de Dret i normalment moderada per una Constitució que regula la protecció dels drets i llibertats individuals i col·lectius, bo i establint restriccions tant als líders com a l'execució de la voluntat d'una determinada majoria.
Els drets i llibertats garantits per les constitucions de les democràcies liberals són diversos, però normalment inclouen gran part dels següents drets: a la intimitat, a la propietat privada, a la igualtat davant la llei, així com les llibertats d'expressió, associació i culte. En les democràcies liberals aquests drets (de vegades coneguts com a "drets fonamentals") solen estar regulats ben constitucionalment o bé mitjançant llei. A més a més, generalment hi ha institucions civils amb la capacitat d'administrar o reforçar aquests drets.
Les democràcies liberals solen caracteritzar-se per la tolerància i el pluralisme; les idees socials i polítiques diferenciades, àdhuc les més extremes, poden coexistir i competir pel poder polític sempre sobre una base democràtica. Aquest tipus de democràcia celebra periòdicament eleccions on els diferents grups polítics tenen l'oportunitat d'arribar al poder. A la pràctica, aquestes eleccions les guanyen els grups que defensen la democràcia liberal, de mode que el sistema es perpetua per si mateix.
El terme "liberal" dins l'expressió "democràcia liberal" no implica que el govern d'una democràcia d'aquest tipus hagi de seguir estrictament la ideologia política del liberalisme, si bé el concepte pur de "democràcia liberal" neix del corrent del liberalisme polític.

## Estructura

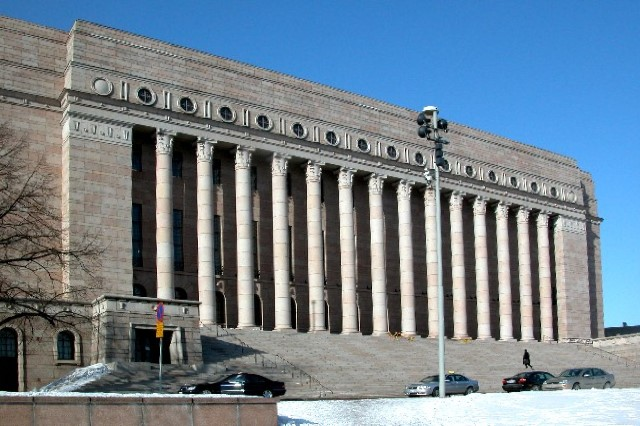
Eduskunta. Hi ha diverses nacions i territoris que afirmen ésser els primers a establir el sufragi universal. El Gran Ducat de Finlàndia tenia sufragi universal complet el 1906.

Les democràcies liberals actuals acostumen a basar-se en el sufragi universal, concedint a tots els ciutadans adults el dret a vot sense tenir en compte l'ètnia, sexe o riquesa. Tanmateix, i en especial històricament, alguns països considerats democràticament liberals han tingut un sufragi limitat. En alguns llocs és necessari registrar-se per poder votar. Les decisions preses mitjançant processos electorals no són preses per tots els ciutadans, sinó només per aquells que han decidit votar.
Les eleccions haurien de ser lliures i justes i el procés polític, competitiu. El pluralisme polític se sol definir com la presència de diversos partits polítics.
Tota constitució democràtica liberal defineix el caràcter democràtic de l'Estat. L'objectiu d'una constitució és freqüentment el de fixar límits en l'autoritat del govern. La tradició política americana emfatitza la separació de poders, la judicatura independent i un sistema d'observació i control entre els diferents poders. Moltes de les democràcies europees se centren més en la importància de constituir-se en un Estat de Dret. L'autoritat governamental és exercida de forma legítima solament en harmonia amb les lleis escrites i promulgades d'acord amb els procediments establerts. Moltes democràcies empren el federalisme (també conegut com a separació vertical de poders) o versions com l'estat autonòmic per prevenir possibles abusos i incrementar la participació ciutadana.

### Drets i llibertats
Els criteris més freqüents per distingir les democràcies liberals prenen la forma de drets i llibertats específics. Els més clars exemples són:
- Dret a la vida i a la integritat de la persona.
- Llibertat contra l'esclavitud.
- Llibertat de moviment pel país.
- Igualtat davant la llei i dret a un degut procés sota l'Estat de Dret.
- Llibertat d'expressió.
- Llibertat de premsa i accés a fonts alternatives d'informació.
- Llibertat de reunió i associació.
- Llibertat d'ensenyament.
- Llibertat de culte.
- Independència judicial.
- Dret a la propietat privada i a la compravenda.

A la pràctica, les llibertats democràtiques estan limitades. Hi ha limitacions legals com el copyright o les lleis contra la difamació. Hi ha també limitacions als discursos antidemocràtics, contra els drets humans o aquells que fan apologia del terrorisme. Als Estats Units, durant la Guerra Freda, restriccions d'aquest tipus foren aplicades als simpatitzants del comunisme. Actualment això s'aplica a les organitzacions que promouen el terrorisme o la incitació a l'odi racial o religiós. Són exemples les lleis antiterroristes, la il·legalització de certs partits polítics o la clausura de les emissions per satèl·lit d'Hezbolà. Els crítics clamen en contra d'aquestes limitacions, atès que opinen que poden anar més enllà i provocar que els processos judicials deixin de ser justos i correctes.
La justificació comuna per a aquests límits és que és necessari garantir l'existència de la democràcia, o l'existència de les llibertats per si mateixes. Per exemple, el fet de permetre la llibertat d'expressiói per als defensors del genocidi poua el dret a la vida i la seguretat. Existeix divisió d'opinions amb relació a fins on pot estendre's la democràcia, en incloure-hi els seus enemics. Si els grups que se n'exclouen per aquestes raons representen una part relativament minoritària de la població, aquest país pot seguir essent considerat una democràcia liberal. Alguns argumenten que això no difereix molt dels règims personals en què es persegueix l'oposició, si bé aquestes restriccions no són tan severes i afecten un nombre reduït de persones. D'altres remarquen que les democràcies són diferents. Almenys en teoria, també els opositors a la democràcia tenen dret al degut procés. En principi, les democràcies permeten crítiques i canvis en els líders de la política i l'economia; però està prohibit realitzar-los de forma violenta o promoure atènyer-hi d'aquest mode.

### Precondicions
Tot i que no són parts del govern com a tals, la presència d'una classe mitjana i d'una tolerant i creixent societat civil solen ser vistes com a precondicions per a la democràcia liberal.
A països sense una forta tradició democràtica, la simple introducció de les eleccions liberals no gaire sovint ha estat prou per arribar a la transició d'una dictadura a una democràcia; és necessari un canvi molt més gran en la cultura política així com en la formació gradual de les institucions democràtiques. Hi ha diversos exemples, com a l'Amèrica llatina, de països que només pogueren mantenir la democràcia de forma temporal o limitada fins que succeïren canvis culturals majors que permeteren aplicar la voluntat de la majoria.
Un dels aspectes clau de la cultura democràtica és el concepte d'oposició lleial. Aquest és un canvi cultural especialment complicat d'atènyer a nacions on les transicions de poder s'ha fet històricament mitjançant la violència. L'expressió significa que totes les parts comparteixen uns mateixos valors democràtics, de mode que un grup polític pot no estar d'acord amb un altre, però ha de tolerar sempre les seves idees i mai no pot intentar imposar les seves per la força. Les regles del joc de la societat han d'animar a la tolerància i civisme als debats públics. En una societat així, els perdedors accepten la decisió dels votants un cop finalitzades les eleccions, i permeten una transferència pacífica de poder. Els perdedors estan segurs que no perdran ni la seva vida ni llibertat, i que podran continuar participant en la vida pública. No són lleials a la política específica del govern, però sí que en són a la legitimitat fonamental de l'Estat i al procés democràtic.

## Orígens
La democràcia liberal té els seus orígens (i nom) en l'època de la Il·lustració europea. Aleshores gairebé tots els estats d'Europa eren monarquies, amb el poder polític ostentat pel rei o per l'aristocràcia. La possibilitat de la democràcia no havia estat considerada de forma seriosa per la teoria política des de l'època grecoromana, i la creença inherent era la de la inestabilitat i el caos a causa dels capricis de la gent. Més endavant àdhuc va creure's que la democràcia era quelcom d'antinatural, car els humans eren vists com a malvats per naturalesa, violents i necessitats d'un líder fort que reprimís llurs impulsos destructius. Molts dels reis europeus afirmaven que llur poder havia estat inspirat per Déu, i que qüestionar-lo era pràcticament una blasfèmia.
Aquestes idees convencionals foren desafiades en un primer moment per un petit grup d'intel·lectuals il·lustrats, qui creien que els problemes humans haurien de ser guiats per la raó i pels principis de llibertat i igualtat. Argumentaven que tots els homes havien estat creats iguals i, per tant, l'autoritat política no podia justificar-se basant-se en la "sang blava", una suposada connexió privilegiada amb Déu, o qualsevulla altra característica que fos al·legada per fer una persona superior a les altres. Finalment pensaven que el govern estava per servir el poble i no a l'inrevés, i que les lleis havien de ser aplicades tant a qui governaven com als governats (Estat de Dret).
A final de segle xviii, aquestes idees inspiraren la Guerra d'Independència dels Estats Units i la Revolució Francesa, que donaren a llum la ideologia del liberalisme i instituïren formes de govern que intentaren portar a la pràctica els principis dels filòsofs il·lustrats. Cap d'aquestes formes de govern no era precisament la que avui dia es diu democràcia liberal (la diferència més significativa és que el dret a vot estava restringit a una minoria de la població), però eren una mena de prototips de la democràcia liberal actual. Des que els simpatitzants d'aquestes formes de govern fossin coneguts com a liberals, els mateixos governs començaren a ser anomenats "democràcies liberals".
Quan foren fundades les primeres democràcies liberals, els seus simpatitzants eren vists com un grup extremista i perillós que amenaçava la pau i estabilitat internacional. Els absolutistes que s'oposaven al liberalisme i a la democràcia es consideraven els defensors dels valors tradicionals i de l'ordre natural de les coses, i llur crítica a la democràcia semblava justificada quan Napoleó Bonaparte va prendre el control de la jove Primera República Francesa, reorganitzada com el Primer Imperi Francès i començà el seu procés de conquesta d'Europa. Això no obstant, els ideals liberals democràtics aviat s'estendrien entre la població, i cap al segle xix, la monarquia tradicional entrà en un estat de defensa continuada. Les reformes i revolucions ajudaren que la majoria dels països europeus s'apropessin a la democràcia liberal. El liberalisme deixà de ser una opció extrema i passà a ésser el corrent dominant en política. L'espectre polític canvià: la monarquia tradicional es fou convertint en una idea extremista mentre que la democràcia liberal fou pouant en la gent fins a ocupar la posició dominant en política. A la fi de segle xix, la democràcia liberal ja no era només una idea «liberal», sinó que tenia el suport de diferents ideologies. Després de la Primera Guerra Mundial i especialment de la Segona, la democràcia liberal va atènyer una posició dominant entre les teories de govern i avui dia té el suport de la gran majoria de l'espectre polític.

## Les democràcies liberals al món

Mapa de la Llibertat 2009, reflecteix la visió de Freedom House, una fundació nord-americana, sobre estat de la democràcia, les llibertats polítiques i els drets humans al món.
Lliure (89)
Parcialment lliure (62)
No lliure (42)

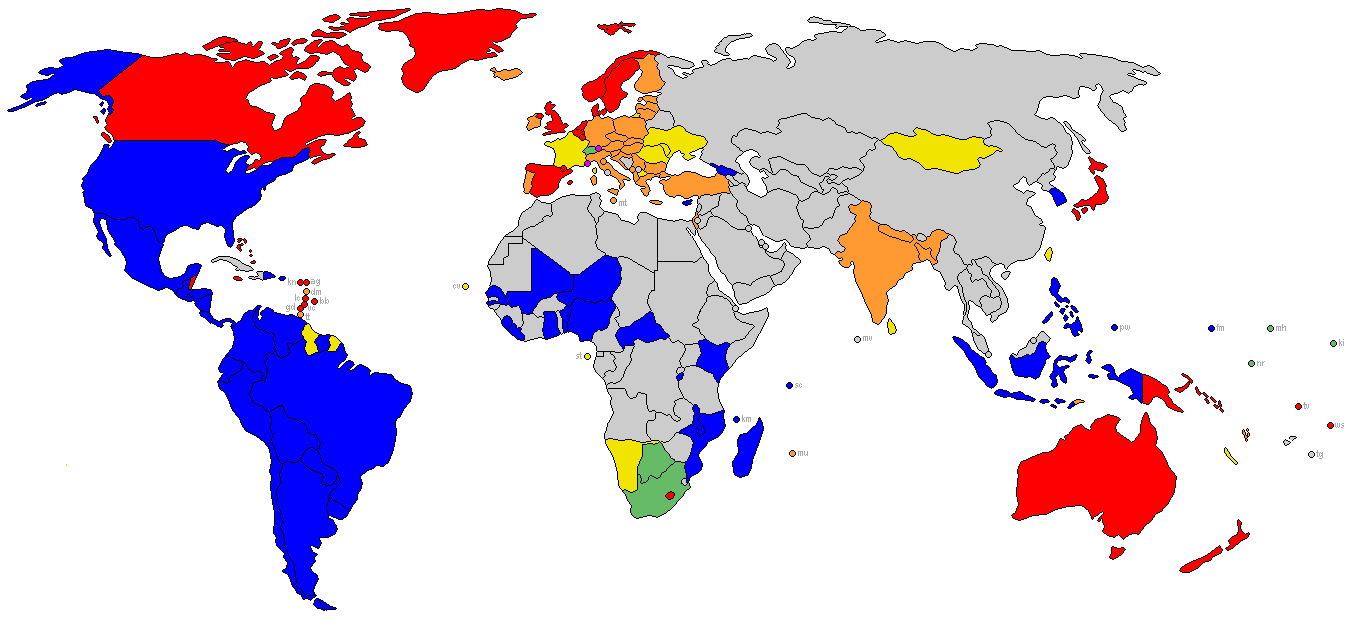
La imatge inclou únicament aquells estats considerats com "democràcies representatives" en l'enquesta de Freedom House Freedom in the World 2006. Cal observar-hi que països que oficialment es consideren democràcies realment a la pràctica no en són segons aquest estudi.

Diverses organitzacions i estudiosos polítics mantenen llistats de països lliures i no lliures, tant actualment com fa un parell de segles. D'aquests llistats, el més conegut és el "Polity Data Set" de Freedom House.
Existeix la idea general que els països de la Unió Europea, el Japó, els Estats Units, el Canadà, l'Índia, Sud-àfrica, Austràlia i Nova Zelanda són democràcies liberals.
Freedom House considera que molts dels governs que es defineixen com democràtics a Àfrica i a l'antiga Unió Soviètica a la pràctica no en són pas, sobretot perquè el poder establert sol tenir fortes influències als resultats electorals.
Les formes oficials de governs no democràtics, com els sistemes de partit únic o les dictadures, són més comunes a l'Àsia de l'est, a Orient Mitjà i al nord d'Àfrica.

## Tipus de democràcies liberals

### Democràcies liberalsde facto
La democràcia liberal és de vegades el sistema de govern de facto encara que tècnicament el sistema sigui un altre: per exemple, amb les seves diferències les monarquies de l'estat espanyol i el Regne Unit, on el sobirà és el monarca hereditari, però la sobirania de facto (la legislativa) és popular, a través dels representants escollits pel Parlament, essent, per tant, democràcies.
Molts discrepen de qualsevulla forma de privilegi hereditari, inclosa la monarquia. Els monàrquics afirmen que la monarquia en aquests països no és res més que quelcom més cerimonial que no pas polític.

### Representació proporcional i plural
El sistema d'escrutini uninominal majoritari assigna llocs segons les majories dins d'una circumscripció. El partit polític o candidat que rep més vots guanya el lloc per aquella circumscripció. Hi ha altres sistemes democràtics, com les diferents formes de representació proporcional, que assignen llocs segons la proporció de vots individuals que un partit rep en tot el país o en una determinada zona.
Un dels punts principals de connexió entre ambdós sistemes és l'existència de representants efectius per a cada regió, però partint de la base que el vot valgui el mateix independentment de la seva procedència local.
Alguns països com Alemanya i Nova Zelanda resolen el conflicte entre ambdues formes de representació tenint dos tipus d'escons a les cambres baixes de llurs parlaments federals. Els escons del primer tipus són assignats segons la població de les regions, i els restants són assignats d'acord amb la proporció dels vots obtinguts pels partits al país. Aquest sistema és conegut com a representació proporcional mixta.

### Sistemes presidencialistes i parlamentaris
Un sistema presidencialista és una forma de govern d'una república on el poder executiu és escollit separadament del legislatiu. Un sistema parlamentari es distingeix perquè el poder executiu depèn de mode directe o indirecte del Parlament, dependència expressada per les mocions de confiança i de censura.
El sistema presidencialista democràtic s'ha fet popular a l'Amèrica llatina, Àfrica i alguns llocs de l'antiga Unió Soviètica, essent l'exemple més clar el dels Estats Units. Les monarquies constitucionals (controlades per parlaments electes) són populars en alguns països europeus, i en algunes antigues colònies independitzades, com Austràlia o el Canadà. Antics territoris britànics com Sud-àfrica, l'Índia, Irlanda o els Estats Units optaren per altres formes de govern després de llur independència. El sistema parlamentari és popular a la Unió Europea i als països veïns.

## Avantatges i inconvenients de la democràcia liberal

### Democràcia directa
Algunes persones argumenten que la "democràcia liberal" no respecta la voluntat de la majoria (excepte en l'elecció de representants). La "llibertat" de la voluntat de la majoria està restringida per la Constitució o lleis precedents. D'altra banda, el poder és realment ostentat per un grup de representants relativament petit. Així doncs, l'argument és que la "democràcia liberal" no és res més que una oligarquia disfressada, essent preferible la democràcia directa. Les noves tecnologies poden permetre la implantació de sistemes com la democràcia electrònica.
D'altres diuen que només una democràcia liberal pot garantir les llibertats individuals dels ciutadans i prevenir la conversió a una dictadura. L'aplicació de la voluntat de la majoria sense cap moderació podria portar a l'opressió de les minories. Un argument utilitzat en sentit contrari és que els líders triats serien més capaços i estarien més interessats en els temes que s'han de tractar que el votant normal, que hauria d'esforçar-se molt a recopilar la informació necessària per després discutir i votar-hi.
Algunes democràcies liberals tenen certs elements de participació directa com poden ser els referèndums o plebiscits, tot i que hi ha alguns estats, com l'espanyol, que no permet de fer-ne a la pràctica.

### Conflictes ètnics i religiosos
Per raons històriques, molts estats no són homogenis culturalment ni ètnica, i àdhuc pot haver-hi marcades diferències de raça, llengua, religió i cultura. De fet, alguns grups poden arribar a ésser activament hostils contra altres. Una democràcia, que per definició permet la participació massiva de presa de decisions teòricament també permet l'ús del procés polític contra els grups "enemics". Això pot ser especialment visible durant els processos de democratització, si el govern autoritari anterior va oprimir certs col·lectius. Això és visible també en democràcies ja establertes, sobretot en forma de populisme racista o contra la immigració.
En caure la Unió Soviètica i en començar la democratització parcial dels estats del bloc soviètic va haver-hi guerres ciils a l'antiga Iugoslàvia, al Caucas i a Moldàvia. Tanmateix, les estadístiques mostren que la caiguda del comunisme i l'augment del nombre d'estats democràtics acompanyà un sobtat augment de guerres entre estats, ètniques, revolucions... així com el nombre de refugiats i desplaçats.